# Spindasis crustaria
Spindasis crustaria är en fjärilsart som beskrevs av Holland 1890. Spindasis crustaria ingår i släktet Spindasis och familjen juvelvingar. Inga underarter finns listade i Catalogue of Life.